# Verena Bentele
Verena Bentele, née le 28 février 1982 à Lindau (Allemagne), est une fondeuse et biathlète handisport allemande actuellement en activité. Elle a remporté quatre fois les championnats du monde et a été douze fois championne paralympique. En 2010, elle a remporté cinq médailles d'or aux Jeux paralympiques de Vancouver. Elle est, avec la skieuse canadienne Lauren Woolstencroft, la seule athlète à avoir accompli cela.

## Carrière
Verena Bentele a grandi à Wellmutsweiler dans la ferme biologique de ses parents. L'un de ses deux frères, Michael Bentele, est également un athlète et participant aux Jeux paralympiques. Ils sont tous deux aveugles.

## Palmarès

### Jeux paralympiques

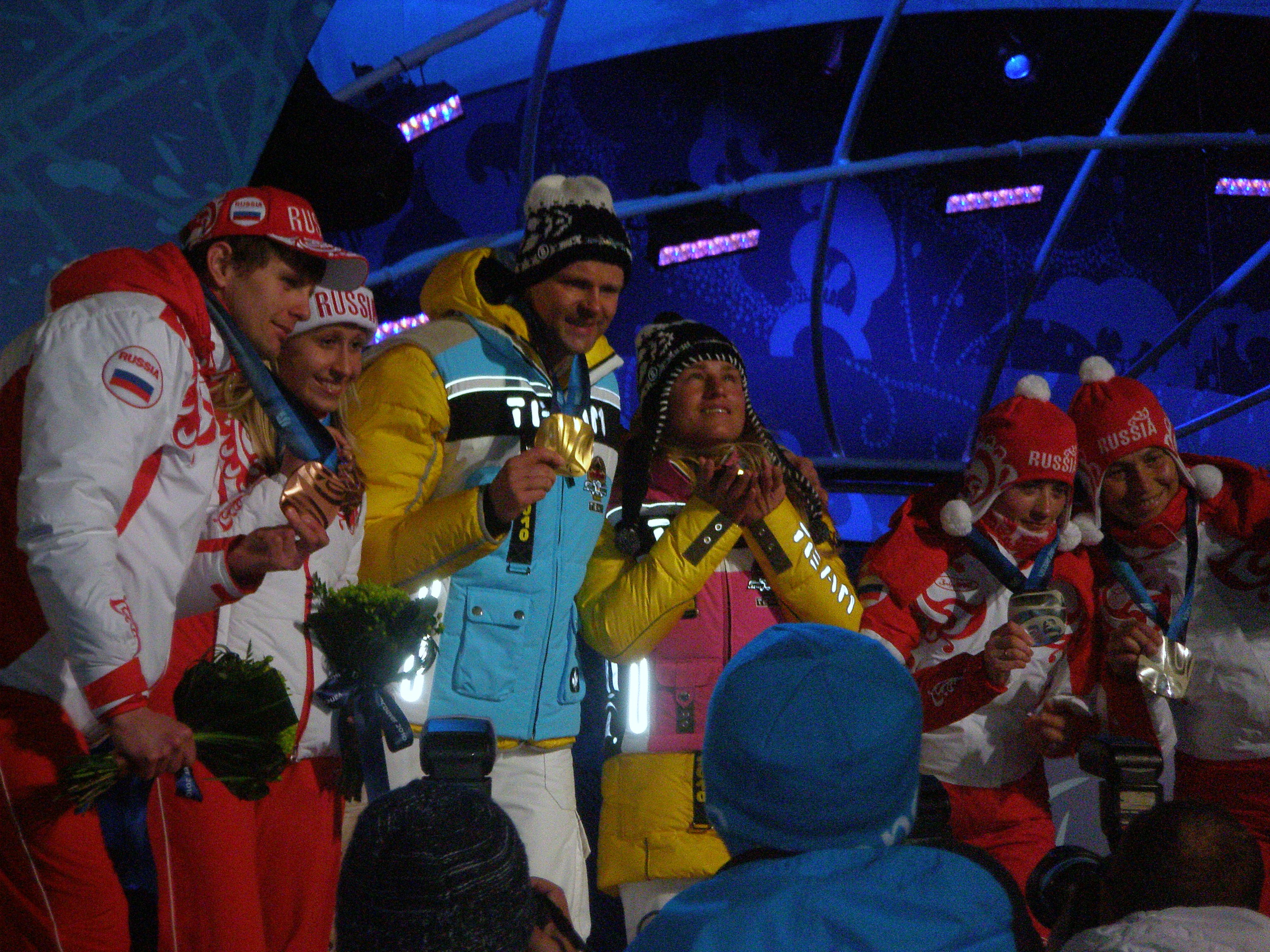
Médaillées des Jeux de 2010

Elle participe à quatre éditions des Jeux paralympiques :
- Jeux paralympiques d'hiver de 1998 à Nagano (Japon) :
- Jeux paralympiques d'hiver de 2002 à Salt Lake City (États-Unis) :
- Jeux paralympiques d'hiver de 2006 à Turin (Italie) :
- Jeux paralympiques d'hiver de 2010 à Vancouver (Canada) :
  -  Médaille d'or en biathlon 3 km poursuite
  -  Médaille d'or en biathlon 12,5 km
  -  Médaille d'or en ski de fond 15 km libre
  -  Médaille d'or en ski de fond 5 km classique
  -  Médaille d'or en ski de fond 1 km sprint classique

### Championnats du monde
- Championnats du monde 2000 à Crans-Montana (Suisse) :
- Championnats du monde 2003 à Baiersbronn (Allemagne) :
- Championnats du monde 2005 à Fort Kent (États-Unis) :